# A-103
Die Mission A-103 (auch Pegasus 1 genannt) war der erste Flug im Rahmen des Apollo-Programms der NASA, der einen Forschungssatelliten ins All brachte. Eine zweistufige Saturn I mit einem Dummy des Apollo-Raumschiffs transportierte den Satelliten Pegasus 1 in einen erdnahen Orbit. Es war die erste von insgesamt drei Pegasus-Missionen.

## Ziele
Aufgabe der Pegasus-Missionen war es, die Häufigkeit von Mikrometeoriten der Größenordnung von 10−7 bis 10−4 g (0,1 bis 100 µg) im erdnahen Raum zu erforschen.
Es war auch ein weiterer Test des Zusammenspiels von Apollo und Saturn sowie der Apollo-Rettungsrakete (LES).

## Aufbau

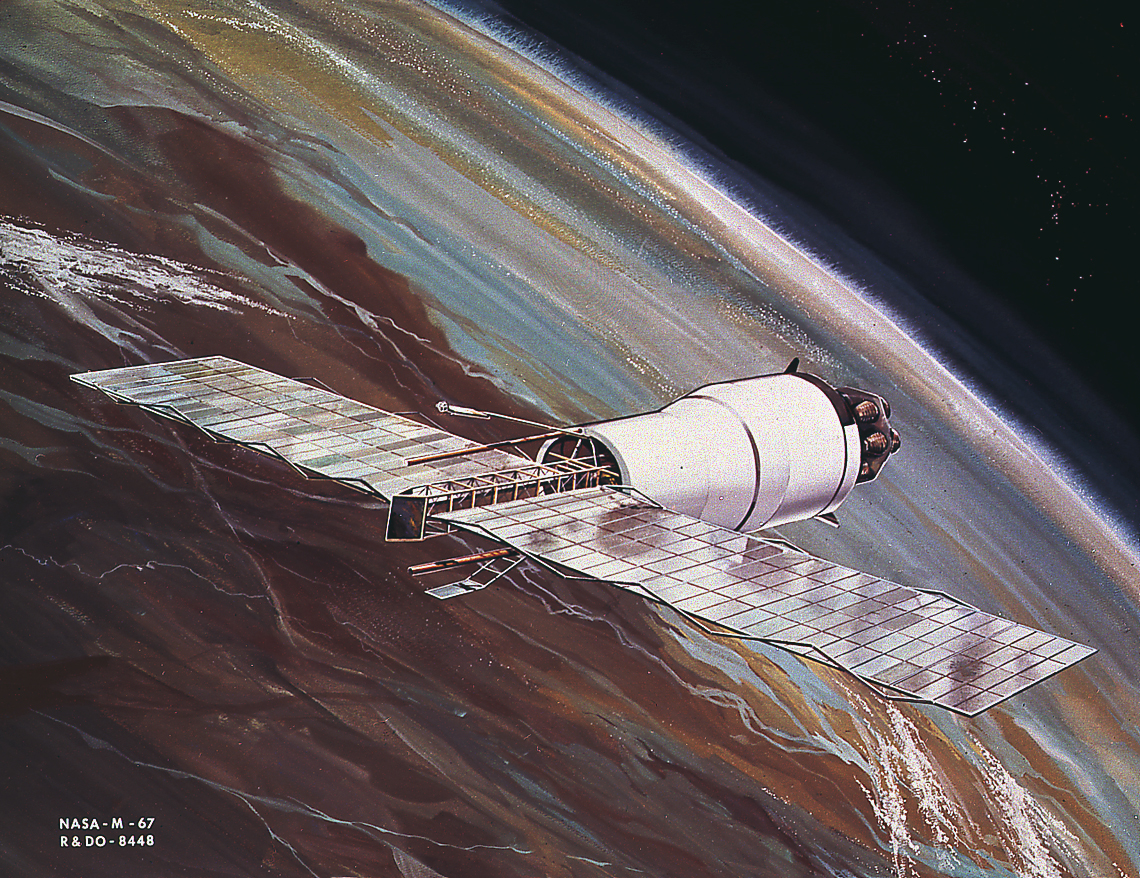
Pegasus-Satellit

Aktives Launch Escape System (LES)
funktionsfähige Rettungsrakete mit 4,70 m Höhe und Fluchtturm, eine 3,05 m hohe Tragekonstruktion für die Rettungsrakete.
Apollo-Dummy (BP-16)
Das naturgetreue Modell (engl. Boilerplate genannt) wog 4500 kg und bestand aus
Kommandomodul (CM)
eine konische Aluminiumkonstruktion mit einem Basis-Durchmesser von 3,91 m und 3,56 m Höhe und
Servicemodul (SM)
eine Aluminiumkonstruktion, die auch als Nutzlastverkleidung des Satelliten diente, war mittels einer Adaptersektion auf der Instrumenten-Einheit der zweiten Stufe montiert.
Pegasus-Satellit
Er war mit der zweiten Stufe fest verbunden, hatte eine Größe von 5,28 × 2,13 × 2,41 Meter und wog 1805 kg. Die Zentraleinheit umfasste die Elektronik, Sensoren, Solarpanele und die Mechanik zum Entfalten zweier ausfahrbarer Detektorflächen. Diese waren 29,3 Meter lang und 4,3 Meter breit und registrierten den Mikrometeoriteneinschlag.

## Vorbereitung
Die Stufen wurden zwischen dem 22. und 30. Oktober 1964 zum Kennedy Space Center geliefert und auf dem Launch Complex 37B aufgebaut. Es gab keine nennenswerten Komplikationen.

## Flugverlauf

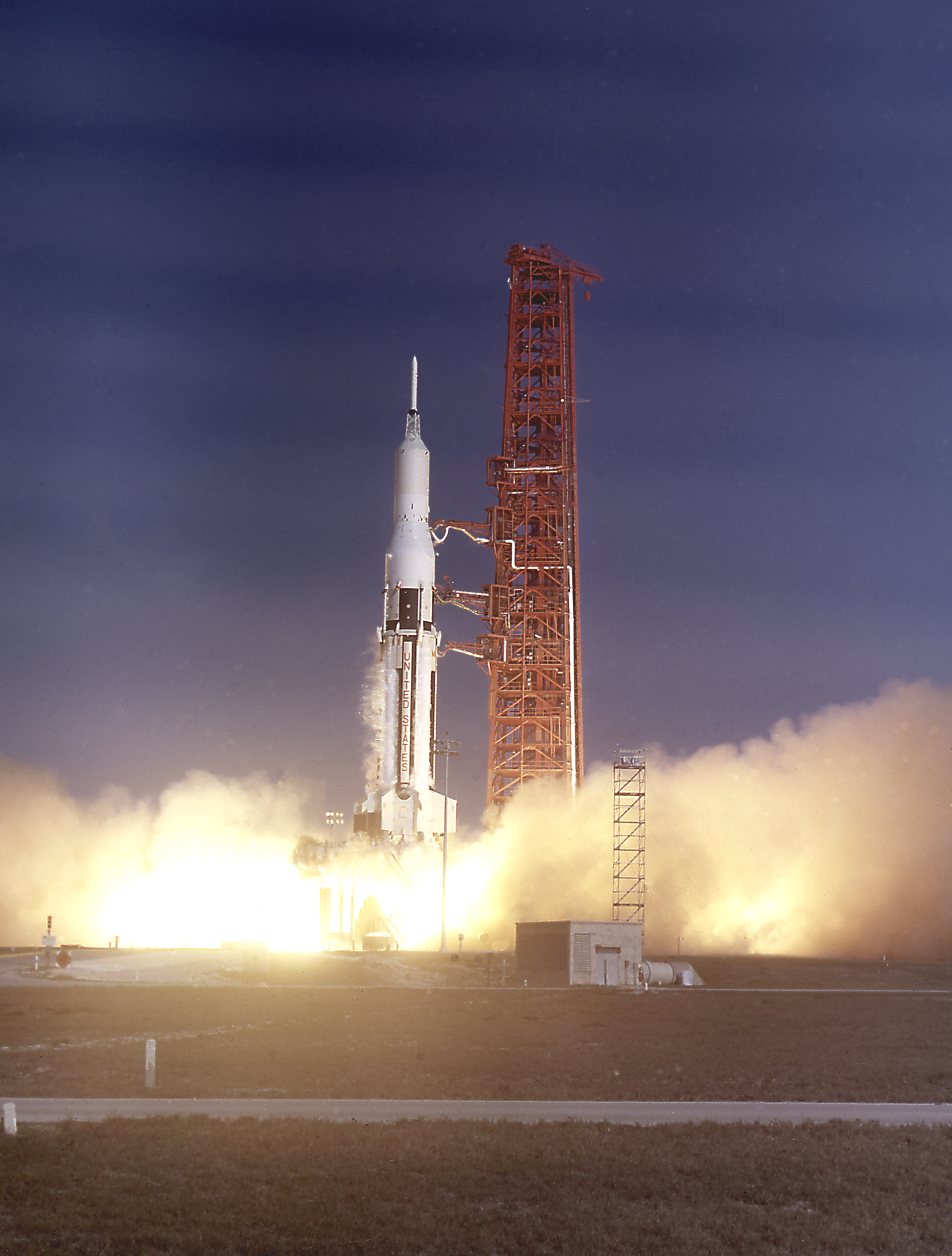
Start der A-103-Mission

Der Start erfolgte am 16. Februar 1965 um 14:38:00 Uhr (UTC). Nachdem die erste Stufe abgetrennt war und die zweite gezündet hatte, wurde auch das LES durch die Triebwerke der Rettungsrakete wie geplant abgetrennt.
10 Minuten und 30 Sekunden nach dem Start schwenkte die Rakete in eine Umlaufbahn. Knapp 3 Minuten später wurde das Apollo-Raumschiff von der zweiten Stufe (und dem auf ihr montierten Satelliten) getrennt und auf eine eigene Flugbahn gebracht. Pegasus verblieb in der geplanten Umlaufbahn und entfaltete eine Minute später seine Detektorflächen.
Der Satellit war für 1188 Tage wissenschaftlichen Betrieb ausgelegt. Am 17. September 1978 – dreizehneinhalb Jahre nach seinem Start – verglühte er beim Wiedereintritt in die Atmosphäre.

## Auswirkung auf das Apollo-Programm
Die Mission war ein voller Erfolg. Zwar traten unbedeutende Fehler an der Rakete und am Satelliten auf, aber es wurden alle gesteckten Ziele erreicht.
Die nächsten beiden Missionen sollten zwei weitere Pegasus-Satelliten ins All bringen.

## Trivia
Die NASA wechselte 1964 den Hersteller der ersten Stufe. Das Modell mit der Seriennummer SA-9 war das letzte von acht, das bei Marshall gefertigt wurde; SA-8, SA-10 und die folgenden für die Saturn IB sollten von Chrysler kommen. Da Chrysler für die Entwicklung etwas länger brauchte, flog SA-9 zuerst. Die Missionsbezeichnungen (A-101 bis A-105) blieben aber chronologisch. So ergaben sich A-103/SA-9 und A-104/SA-8.